# Mellgårdssjön
Mellgårdssjön är en sjö i Sollefteå kommun i Ångermanland och ingår i Ångermanälvens huvudavrinningsområde. Sjön har en area på 0,259 kvadratkilometer och ligger 218 meter över havet. Sjön avvattnas av vattendraget Kvarnån.

## Delavrinningsområde
Mellgårdssjön ingår i det delavrinningsområde (703447-154999) som SMHI kallar för Inloppet i Krångsjön. Medelhöjden är 266 meter över havet och ytan är 5,31 kvadratkilometer. Räknas de 3 avrinningsområdena uppströms in blir den ackumulerade arean 9,04 kvadratkilometer. Kvarnån som avvattnar avrinningsområdet har biflödesordning 3, vilket innebär att vattnet flödar genom totalt 3 vattendrag innan det når havet efter 94 kilometer. Avrinningsområdet består mestadels av skog (92 procent). Avrinningsområdet har 0,26 kvadratkilometer vattenytor vilket ger det en sjöprocent på 5 procent.